# Kirsten Koopmans
Kirsten Koopmans (Utrecht, 19 januari 1991) is een voormalig Nederlands voetballer.

## Carrière
Koopmans begon op haar vijfde met korfbal, maar omdat ze daar nog geen wedstrijden mocht spelen ging ze op haar zesde op voetbal bij OSM '75. 
Ze kwam al snel in beeld bij de KNVB voor jeugdselecties en maakte vervolgens op haar dertiende de overstap naar SV Loosdrecht. Daar bleef ze drie jaar. Koopmans maakte vervolgens de overstap naar SV Saestum, alwaar zij in seizoen 2008/09 debuteerde in de hoofdklasse en in dat seizoen negen treffers maakte. Bij SV Saestum speelde Koopmans voor het eerst in vrouwenelftallen. Daarvoor speelde ze altijd met jongens.
In seizoen 2009/10 ging Koopmans bij ADO Den Haag spelen. In dat seizoen kwam Koopmans in 17 optredens tot twee treffers. Na één jaar stapte ze over naar FC Utrecht. Op 15 mei 2013 werd bekendgemaakt dat Koopmans het seizoen 2013/2014 zal spelen bij SC Telstar, na twee succesvolle seizoenen en een uitnodiging voor een trainingsstage bij het Nederlands elftal vertrok ze in de zomer van 2015 terug waar haar profcarrière begon, ADO Den Haag. Met deze ploeg won ze op 28 mei 2016 de KNVB Beker door in de finale met 1-0 te winnen van Ajax. Op 8 juni 2016 werd bekend dat Koopmans per 1 juli de overstap maakt naar PSV.
In 2018 maakte ze de overstap naar DTS Ede waar ze tot 2020 speelde in de Topklasse.

## Statistieken
| Seizoen | Club         | Land      | Competitie  | Wedstrijden | Doelpunten |
| ------- | ------------ | --------- | ----------- | ----------- | ---------- |
| 2009/10 | ADO Den Haag | Nederland | Eredivisie  | 17          | 2          |
| 2010/11 | FC Utrecht   | Nederland | Eredivisie  | 19          | 5          |
| 2011/12 | FC Utrecht   | Nederland | Eredivisie  | 17          | 3          |
| 2012/13 | FC Utrecht   | Nederland | BeNe League | 27          | 8          |
| 2013/14 | SC Telstar   | Nederland | BeNe League | 27          | 12         |
| 2014/15 | SC Telstar   | Nederland | BeNe League | 24          | 10         |
| 2015/16 | ADO Den Haag | Nederland | Eredivisie  | 21          | 6          |
| 2016/17 | PSV          | Nederland | Eredivisie  | 23          | 3          |
| 2017/18 | PSV          | Nederland | Eredivisie  | 22          | 5          |
| 2018/19 | DTS Ede      | Nederland | Topklasse   | -           | -          |
| Totaal  | Totaal       | Totaal    | Totaal      | 197         | 54         |

Laatste update 8 juni 2016 22:36 (CEST)
1 Evrard ·
2 Thrige ·
3 Hendriks ·
4 Buurman ·
5 Bross ·
6 Folkertsma ·
9 Smits ·
10 Ripa ·
11 Jansen ·
14 Strik ·
16 Alkemade ·
17 Jacobs ·
18 Dessing ·
19 Stoit ·
20 Nijstad ·
21 Lacroix ·
22 Derks ·
23 Kemper-Moorrees ·
24 Henschen ·
25 Frijns ·
26 Pondes ·
27 Xhemaili ·
29 Kalma ·
30 Verheijen ·
Coach: Ten Berge
· Assistent-coach: Van Dael